# ARH-70 Arapaho
ARH-70 Arapaho (укр. «Аре́йпаго») — багатоцільовий розвідувально-ударний вертоліт, розроблений американською компанією Bell Helicopter Textron, як заміна OH-58D Kiowa Warrior і дешевша альтернатива скасованому RAH-66 Comanche.
Це військовий варіант цивільної машини Bell 407.
Перший політ відбувся 20 липня 2006 року в Арлінгтоні, штат Техас.
Призначений насамперед для виконання розвідки, але може нести й озброєння, яке складається з блоків некерованих реактивних снарядів FFAR і 2-4 протитанкових ракет AGM-114 Hellfire і кулеметних контейнерів (з 7,62-мм кулеметами GAU-17 або 12.7-мм GAU-19)
Устаткування вертольота дозволяє йому обмінюватися інформацією з іншими літальними апаратами і наземними силами в режимі реального часу.

## Тактико-технічні характеристики

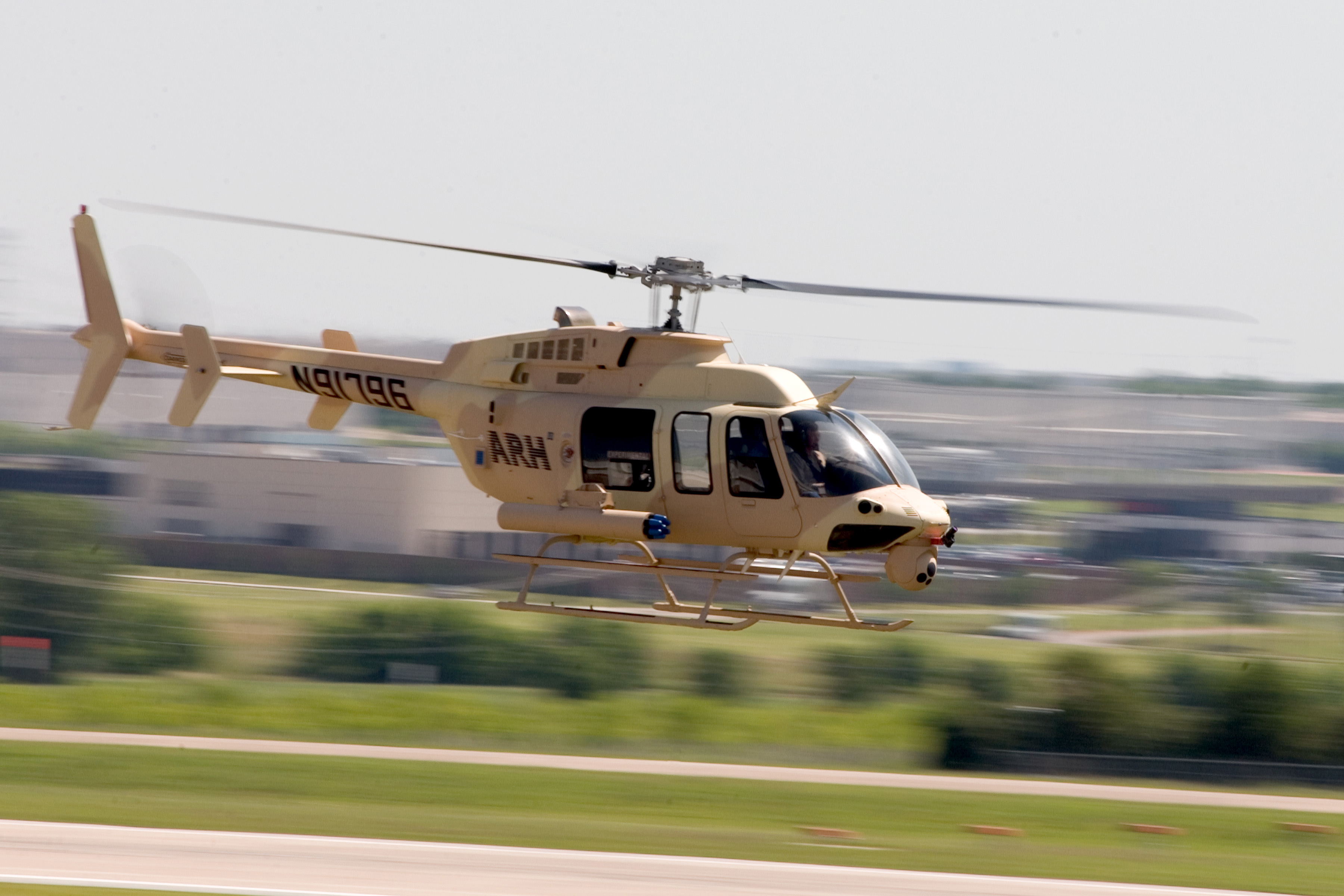

Джерело: Bell ARH-70, Bell 407
Основні характеристики
- Екіпаж: 2 пілоти
- Пасажиромісткість: 6
- Довжина: 10,57 м
- Висота: 3,56 м
- Діаметр несучого гвинта: 10,67 м

- Площа обертання несучого гвинта: 89 м²
- Маса порожнього: 1178 кг
- Максимальна злітна маса: 2268 кг
- Корисне навантаження: 847 кг
- Силова установка: 1 × турбовальний Honeywell HTS900-2  970 кс ( 723 кВт)

Льотні характеристики
- Крейсерська швидкість: 209 км/год
- Практична дальність: 300 км

Озброєння
- Стрілецько-гарматне: 1 × GAU-19 .50 дюйма (12.7 мм) кулемет Гатлінга
- Некеровані ракети: Ракети Hydra 70 2.75 дюйма (70 мм)